# Шептицькі (герб графський)
Графи Шептицькі  — графський герб, різновид герба Шептицькі, що в свою чергу походить від герба Доленга.

## Опис герба
Опис з використанням класичних правил блазонування:
У червоному полі на плечі срібної підкови золотий лицарський хрест, зліва від неї золота стріла вліво нахилена із срібними вістрям і оперенням. Над щитом графська геральдична корона, над якою шолом з клейнодом: три пера страуса. Намет червоний, праворуч підбитий сріблом, ліворуч - золотом. Щитотримачі: праворуч-золотий лев з червоним язиком, ліворуч - срібний гриф при золотому озброєнні та червоному язику. Девіз A CRUCE SALUS.

## Найбільш ранні згадки
Присвоєно титул графа Австрії (graf von) Яну Кантію Шептицькому 6 травня 1871 року (диплом з 16 вересня 1871). Основою титулу було походження зі знатної родини, що обіймала урядові посади в Речі Посполитій, гідність камергера.

## Гербовий рід
Одна сім'я гербового роду: граф фон унд цу Шептице-Шептицькі (graf von und zu Szeptyce-Szeptycki).

### Відомі власники
- Іван Кантій Шептицький — аристократ з українського шляхетського роду Шептицьких, громадського-політичний діяч, посол Галицького сейму з І-ї курії великої земельної власности, отримав титул австрійського графа (1871) — скарбник - австрійський.
- Климентій Казимир Шептицький, священик греко-католицький, студит, депутат парламенту Австро-Угорщини. Блаженний римсько-католицької Церкви (пом. 1951).
- Роман Марія Олександр Шептицький, в законі Андрей, греко-католицький архієпископ — митрополит львівський та галицький (пом. 1944).
- Станіслав Шептицький, генерал-майор австрійської імператорської армії, генерал-лейтенант Польської армії (пом. 1950).